# Wilhelm Kappel

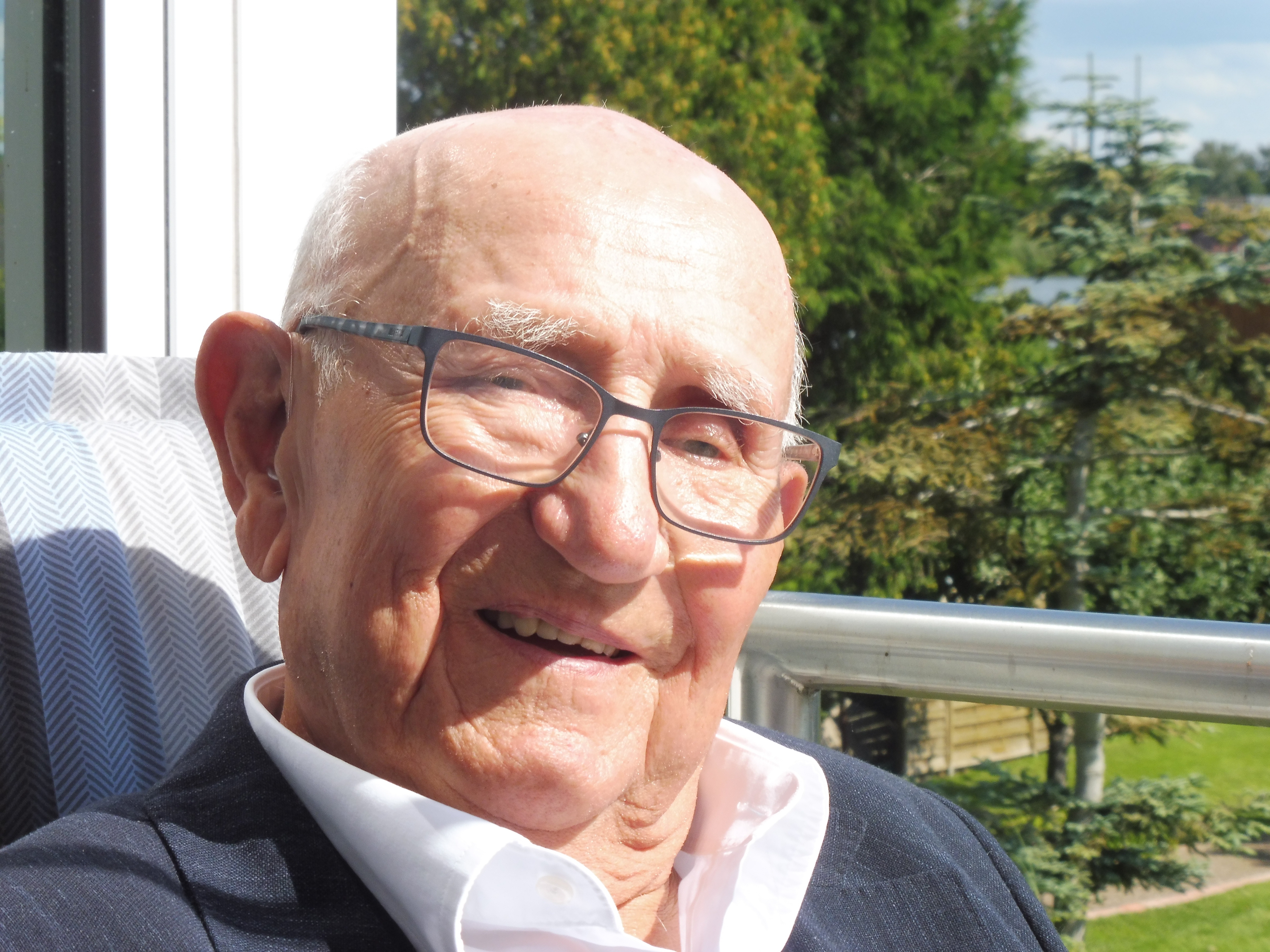
Wilhelm Kappel (2021)

Wilhelm Kappel (* 17. August 1929 in Arzis, Königreich Rumänien, heute Ukraine; † 19. September 2022 in Röbel/Müritz) war ein deutscher Züchter von Mais.

## Leben
Nach dem deutsch-sowjetischen Nichtangriffspakt musste Kappels Familie Bessarabien 1940 verlassen. Sie wurde 1941 im Umsiedlungslager Zwickau in das Deutsche Reich eingebürgert und 1942 in Danzig-Westpreußen angesiedelt, in Groß Elsingen im wiedererstandenen Kreis Wirsitz. Als Bauernsohn wollte Wilhelm Kappel Lehrer werden. So besuchte er die Lehrerbildungsanstalt in Graudenz. Im Oktober 1944 wurde er dort als Luftwaffenhelfer eingezogen. Im Januar 1945 wurden er und seine Kameraden vor der anrückenden Roten Armee mit dem letzten Zug über die Graudenzer Weichselbrücke evakuiert. Über Danzig und Stettin kamen sie nach Grömitz.

### Mecklenburg
1946 fand er seine Mutter, den älteren Bruder und die Schwester in Kieve bei Röbel/Müritz wieder. Um die Ernährung der kriegsbedingt noch vaterlosen Familie zu sichern, arbeitete er dort in der bäuerlichen Landwirtschaft. Die dreieinhalbjährige Tätigkeit als Landarbeiter wurde später als landwirtschaftliche Lehre anerkannt und er konnte die landwirtschaftliche Gehilfenprüfung ablegen. Dies war die Grundlage seiner weiteren beruflichen Entwicklung. Er besuchte 1949/50 die Fachschule für Landwirtschaft in Malchow und 1950–1952 die Höhere Landbauschule (Thünen-Institut), die der Universität Rostock zugeordnet war. Nach dem Abschluss als staatlich geprüfter Landwirt erwarb er die Hochschulreife. Die von ihm gewünschte Aufnahme eines Universitätsstudiums an der Martin-Luther-Universität Halle-Wittenberg wurde ihm durch staatliche Lenkung nicht gewährt; denn für die inzwischen eingeleitete Kollektivierung der Landwirtschaft in der DDR wurden Fachkräfte für die Betreuung der Landwirtschaftlichen Produktionsgenossenschaften dringend benötigt. So musste er eine Tätigkeit als MTS-Agronom an der Maschinen-Traktoren-Station in Schwastorf, Kreis Waren aufnehmen. Später arbeitete er als Bezirksagronom beim Rat des Bezirkes des Bezirks Neubrandenburg in Neustrelitz. 

### Studium
Hier begann er 1953 ein zweijähriges Fernstudium an der Humboldt-Universität zu Berlin. An der Hochschule für Landwirtschaft Bernburg studierte er ab 1955 zwei Jahre bis zum Dipl. agr. Agrarwissenschaften. 1957 fand er eine Anstellung am Institut für Pflanzenzüchtung der Akademie der Landwirtschaftswissenschaften zu Berlin als Wissenschaftlicher Assistent in der Maiszüchtung. Nach einem Studienaufenthalt in Bukarest 1963 widmete er sich der Inzucht-Heterosis-Züchtung bei Mais in Bernburg. Mit einer Doktorarbeit bei Fritz Oberdorf wurde er 1967 in Bernburg zum Dr. agr. promoviert. Extern legte er an der Martin-Luther-Universität 1973 die Prüfung als staatlich geprüfter Saatzuchtleiter ab.

### Saatzüchter
1984 habilitierte er sich an der Akademie der Landwirtschaftswissenschaften der DDR. Referent der Arbeit war Arno Winkel. Die Akademie berief ihn 1986 zum Professor. In die staatliche Sortenliste wurden zwischen 1972 und 1990 insgesamt 35 Hybridsorten eingetragen, die alle nach der „Bernburger Methode“ gezüchtet worden waren. Der Marktanteil in der Deutschen Demokratischen Republik betrug 80–90 % der Maisanbaufläche der DDR. Verbreitet waren diese Hybriden auch in Polen, der Sowjetunion und Ungarn. Nach der Wende und friedlichen Revolution in der DDR begleitete er die Privatisierung der Bernburger Züchtung (Mais, Sommergerste und Weizen) zur APZ (Anhaltische Pflanzenzucht GmbH) als Tochtergesellschaft der KWS Saat AG in Einbeck. Bis zum Eintritt in den Ruhestand 1993 war deren Geschäftsführer. 

### Röbel
Ab 1993 wohnte er in Röbel. 2009 sorgte er für die Wiederaufnahme des Volkstrauertages in dieser Stadt. Für die Restaurierung der Gedenkhalle in der Nikolaikirche (Röbel) sammelte er einen fünfstelligen Betrag. Viele Jahre leitete er den Röbeler Männerchor von 1855 e. V. Er engagierte sich Lions-Club Waren/Röbel, den er ins Leben gerufen hatte. Verheiratet war er seit 1957 mit Marlene geb. Effland, einer staatlich geprüften Kita-Leiterin. Ab 1991 war er verwitwet.

## Ehrungen
- Verdienter Züchter der DDR (1973)
- Ungarischer Verdienstorden der Arbeit in Silber (1986 und 1996)
- „Goldenes Maiskorn“ des Deutschen Maiskomitees (1996)[6]
- Ehrenmitglied des Deutschen Maiskomitees (1996)